# 銭皇后
銭皇后（せんこうごう）は、明の第6代・第8代皇帝である英宗の皇后である。

## 生涯
淮安府海州の人。正二品都督同知の銭貴の娘として生まれた。母は陳氏。
正統7年（1442年）5月、太皇太后張氏に選抜されて英宗の皇后となる。英宗を一途に愛した。土木の変では英宗が捕虜になった上、兄弟2人（銭欽・銭鐘）が戦死した。仁寿宮（先帝の妃嬪の居所）にうつされた銭皇后は、ショックから濡れた地面に寝て泣き崩れ、日々と天へ向き涙ながらに訴求し、身体に障害を患い、右眼を失明し、また足が不自由となったともいう。奪門の変で英宗が重祚すると、再び皇后として立てられた。
英宗の間に生きている子供はなかった。このため周貴妃（孝粛皇后）に太子の朱見深（成化帝）が生まれると、銭皇后は皇后の地位をめぐって周氏と争った。英宗は崩御する直前、銭皇后を廃位しないよう遺命した。銭皇后は英宗の崩御から4年後の成化4年（1468年）に死去した。死後、英宗の遺命による合葬は、皇太后となった周氏の反対で実現されずに終わった。孝荘献穆弘恵顕仁恭天欽聖睿皇后の諡号を贈られた。